# Halberstadt D.II
Halberstadt D.II là một loại máy bay tiêm kích hai tầng cánh của Luftstreitkräfte (không quân Lục quân Đế quốc Đức).

## Quốc gia sử dụng
German Empire
- Luftstreitkräfte

 Ottoman Empire
- Không quân Ottoman

## Tính năng kỹ chiến thuật (D.II)
Dữ liệu lấy từ Fighter Aircraft of the 1914–1918 War
Đặc điểm tổng quát
- Kíp lái: 1
- Chiều dài: 7,3 m (23 ft 11 in)
- Sải cánh: 8,8 m (28 ft 11 in)
- Chiều cao: 2,67 m (8 ft 9 in)
- Diện tích cánh: 23,6 m² (254 sq ft)
- Trọng lượng rỗng: 519 kg (1.144 lb)
- Trọng lượng có tải: 728,5 kg (1.606 lb)
- Động cơ: 1 × Mercedes D.II, 90 kW (120 hp)

 Hiệu suất bay 
- Vận tốc cực đại: 145 km/h (90 mph)
- Trần bay: 4.000 m [2] (13.123 ft[2])
- Lên độ cao 3.000 m (9.800 ft): 14 phút 30 giây[3]
- Lên độ cao 5.000 m (16.400 ft): 38 phút 30 giây

Trang bị vũ khí

- 1 × súng máy lMG 08 "Spandau" 7,92 mm (.312 in)